# Nicolas Vaporidis
Nicolas Vaporidis (Roma, 22 dicembre 1981) è un attore italiano.

## Biografia
Nato a Roma da padre greco e madre romana, che si separano quando l'attore è ancora piccolo, nel 2000 ottiene la maturità al liceo classico statale "Luciano Manara" di Roma e si iscrive alla Facoltà di Scienze della comunicazione della Sapienza. Abbandona tuttavia gli studi e si trasferisce a Londra, dove per più di un anno lavora come cameriere nel ristorante Miraggio nel quartiere di Fulham Broadway, seguendo corsi di inglese e studiando recitazione presso il Lee Strasberg Theatre Institute. Tornato in Italia frequenta per pochi mesi la scuola di recitazione Teatro Azione, diretta da Cristiano Censi e Isabella Del Bianco. Successivamente torna a Londra.
Nel 2002 interpreta il suo primo film, Il ronzio delle mosche, regia di Dario D'Ambrosi; l'anno dopo ottiene un ruolo da protagonista nel film 13dici a tavola per la regia di Enrico Oldoini. Sempre con Oldoini gira la miniserie tv A casa di Anna, in onda su Rai 1 nel 2004. Nello stesso anno è co-protagonista del cortometraggio Corpo immagine, diretto da Marco S. Puccioni. Nel 2005 è nel cast della serie tv Orgoglio capitolo terzo, trasmessa da Rai Uno nel 2006 e diretta da Giorgio Serafini e Vincenzo Verdecchi, e ottiene un piccolo ruolo in Ti amo in tutte le lingue del mondo, diretto da Leonardo Pieraccioni. Nel 2006 appare nell'episodio Testimone silenzioso della serie tv di Canale 5, R.I.S. 2 - Delitti imperfetti, regia di Alexis Sweet. Sempre nel 2006 ha un ruolo da protagonista nel film Notte prima degli esami, diretto da Fausto Brizzi.
Nel 2007 partecipa a Notte prima degli esami - Oggi - dove ha un ruolo da protagonista -, Last Minute Marocco, Cemento armato, opera prima di Marco Martani, e Come tu mi vuoi, regia di Volfango De Biasi. Nello stesso anno esce anche il suo romanzo Bravissimo a sbagliare. Nel 2008 recita la parte di Massimo nel film Questa notte è ancora nostra, diretto da Paolo Genovese e Luca Miniero. Nel 2009 torna sul grande schermo con il film Iago, regia di Volfango De Biasi. Sempre nel 2009 interpreta e produce il film di Riccardo Grandi Tutto l'amore del mondo. Ha anche partecipato al doppiaggio dell'episodio speciale di SpongeBob della sesta stagione SpongeBob e la Grande Onda nei panni del personaggio di JKL, doppiato in originale da Johnny Depp. Nel 2010 torna a lavorare con Fausto Brizzi nel film Maschi contro femmine. Nel 2012 gira Ci vediamo a casa di Maurizio Ponzi. Nel 2013 gira con la regista cilena Alicia Sherson Il futuro, film tratto da un libro di Roberto Bolaño. Nel 2017 ottiene un ruolo nel film Tutti i soldi del mondo, diretto da Ridley Scott. Nel 2022 vince la sedicesima edizione de L'isola dei famosi condotta da Ilary Blasi su Canale 5. Nel 2023 lascia il mondo dello spettacolo e del cinema, per dedicarsi ad attività di ristorazione.

## Vita privata
Dopo essere stato fidanzato con Cristiana Capotondi e Ilaria Spada, nel 2012 ha sposato Giorgia Surina, dalla quale ha poi divorziato nel 2014.

## Filmografia

### Attore

#### Cinema
- Il ronzio delle mosche, regia di Dario D'Ambrosi (2002)
- 13dici a tavola, regia di Enrico Oldoini (2004)
- Ti amo in tutte le lingue del mondo, regia di Leonardo Pieraccioni (2005)
- Notte prima degli esami, regia di Fausto Brizzi (2006)
- Notte prima degli esami - Oggi, regia di Fausto Brizzi (2007)
- Last Minute Marocco, regia di Francesco Falaschi (2007)
- Strano... Molto Strano, regia di Paolo Genovese 2007
- Come tu mi vuoi, regia di Volfango De Biasi (2007)
- Cemento armato, regia di Marco Martani (2007)
- Questa notte è ancora nostra, regia di Paolo Genovese e Luca Miniero (2008)
- Iago, regia di Volfango De Biasi (2009)
- Maschi contro femmine, regia di Fausto Brizzi (2010)
- Tutto l'amore del mondo, regia di Riccardo Grandi (2010)
- Femmine contro maschi, regia di Fausto Brizzi (2011)
- Road to Capri, regia di Boris Damast (2011)
- Ci vediamo a casa, regia di Maurizio Ponzi (2012)
- Il futuro, regia di Alicia Scherson (2013)
- Outing - Fidanzati per sbaglio, regia di Matteo Vicino (2013)
- Tutte le strade portano a Roma, regia di Ella Lemhagen (2015)
- La ragazza dei miei sogni, regia di Saverio Di Biagio (2017)
- Tutti i soldi del mondo, regia di Ridley Scott (2017)
- Anche senza di te, regia di Francesco Bonelli (2018)
- Bla Bla Baby, regia di Fausto Brizzi (2022)

#### Televisione
- Carabinieri – serie TV, episodio 2x11 (2003)
- Dago e Flash, regia di Marco S. Puccioni – film TV (2004)
- A casa di Anna, regia di Enrico Oldoini – film TV (2004)
- R.I.S. - Delitti imperfetti – serie TV, episodio 2x01 (2006)
- Orgoglio - capitolo terzo – serie TV (2006)
- 6 passi nel giallo – serie TV, episodio 1x06 (2012)
- Tipi da crociera – serie TV (2022)

#### Cortometraggi
- Corpo immagine, regia di Marco Simon Puccioni (2004)
- Autovelox, regia di Gianluca Ansanelli (2009)
- Delitto perfetto, regia di Saverio Deodato Dionisio (2011)
- Quel che resta, regia di Andrea Bacci (2012)
- The Cut, regia di Davide Marengo (2012)
- Insieme, regia di Annamaria Liguori (2013)
- Piove!, regia di Marco Costa (2014)
- For sale, diretto da Francesco Gabriele (2019)

#### Videoclip
- Ancora un po' – Gemelli DiVersi (2007)
- Ci vediamo a casa – Dolcenera (2012)
- Senza fiato – Negramaro (2010)
- Una storia importante – Eros Ramazzotti (2011)

## Programmi televisivi
- L'isola dei famosi 16 (Canale 5, 2022) – Concorrente-Vincitore
- Name That Tune - Indovina la canzone (TV8, 2023) – Concorrente

## Opere
- Bravissimo a sbagliare, Arnoldo Mondadori Editore, Segrate, 2007, ISBN 9788804568278